# 1924년 하계 올림픽 메달 집계
1924년 하계 올림픽 메달 집계는 1924년 하계 올림픽에서 획득한 메달 순으로 매긴 각국의 국가 올림픽 위원회들의 목록이다.

## 메달 집계
다음은 국제 올림픽 위원회에서 제공하는 정보를 토대로 한 표로, 금메달 · 은메달 · 동메달의 수 순서로 랭킹을 매긴다. 금은동의 수가 모두 동률일 경우, 같은 순위가 되고 IOC 국가 부호의 알파벳 순으로 목록에 표시한다.
주최국인 프랑스는 연보라색으로 표시되어 있다.
  주최국 (프랑스)
| 순위 | 국가            | 금메달 | 은메달 | 동메달 | 합계 |
| ---- | --------------- | ------ | ------ | ------ | ---- |
| 1    | 미국            | 45     | 27     | 27     | 99   |
| 2    | 핀란드          | 14     | 13     | 10     | 37   |
| 3    | 프랑스          | 13     | 15     | 10     | 38   |
| 4    | 영국            | 9      | 13     | 12     | 34   |
| 5    | 이탈리아 왕국   | 8      | 3      | 5      | 16   |
| 6    | 스위스          | 7      | 8      | 10     | 25   |
| 7    | 노르웨이        | 5      | 2      | 3      | 10   |
| 8    | 스웨덴          | 4      | 13     | 12     | 29   |
| 9    | 네덜란드        | 4      | 1      | 5      | 10   |
| 10   | 벨기에          | 3      | 7      | 3      | 13   |
| 11   | 오스트레일리아  | 3      | 1      | 2      | 6    |
| 12   | 덴마크          | 2      | 5      | 2      | 9    |
| 13   | 헝가리          | 2      | 3      | 4      | 9    |
| 14   | 유고슬라비아    | 2      | 0      | 0      | 2    |
| 15   | 체코슬로바키아  | 1      | 4      | 5      | 10   |
| 16   | 아르헨티나      | 1      | 3      | 2      | 6    |
| 17   | 에스토니아      | 1      | 1      | 4      | 6    |
| 18   | 남아프리카 연방 | 1      | 1      | 1      | 3    |
| 19   | 우루과이        | 1      | 0      | 0      | 1    |
| 20   | 오스트리아      | 0      | 3      | 1      | 4    |
| 20   | 캐나다          | 0      | 3      | 1      | 4    |
| 22   | 폴란드          | 0      | 1      | 1      | 2    |
| 23   | 아이티          | 0      | 0      | 1      | 1    |
| 23   | 일본            | 0      | 0      | 1      | 1    |
| 23   | 뉴질랜드        | 0      | 0      | 1      | 1    |
| 23   | 포르투갈        | 0      | 0      | 1      | 1    |
| 23   | 루마니아        | 0      | 0      | 1      | 1    |
| 합계 | 합계            | 126    | 127    | 125    | 378  |